# Đội tuyển Fed Cup Thái Lan
Đội tuyển Fed Cup Thái Lan đại diện Thái Lan ở giải đấu quần vợt Fed Cup và được quản lý bởi Hiệp hội Quần vợt Thái Lan. Đội hiện tại thi đấu ở Nhóm I khu vực châu Á/châu Đại Dương.

## Lịch sử
Thái Lan tham dự kì Fed Cup đầu tiên vào năm 1976. Thành tích tốt nhất của đội là vào đến Nhóm Thế giới II năm 2005 và 2006.

## Đội hình hiện tại (2017)
- Luksika Kumkhum
- Peangtarn Plipuech
- Nicha Lertpitaksinchai
- Kamonwan Buayam